# Idalima
Idalima là một chi bướm đêm thuộc họ Noctuidae.

## Loài
- Idalima aethrias Turner, 1908
- Idalima affinis Boisduval, 1832
- Idalima leonora Doubleday, 1846
- Idalima metasticta Hampson, 1910
- Idalima tasso Jordan, 1912